# Плащ (опера)
«Плащ» (італ. Il Tabarro) — опера на 1 дію Джакомо Пуччіні, перша частина «Триптиха».
Пуччіні задумав оперу відразу після перегляду в 1912 році в паризькому театрі Маріньї однойменної (фр. La Houppelande) п'єси Дід'є Ґольда; як стверджується, драматург, з яким композитор познайомився після спектаклю, спеціально водив його по набережній Сени, щоб той перейнявся атмосферою місця дії п'єси. Лібрето спочатку було замовлено письменнику Фердинандо Мартіні, який не впорався з цією роботою і після тривалої затримки передав її Джузеппе Адамі, з яким Пуччіні вже працював раніше над «Ластівкою». Прем'єра опери відбулася 14 грудня 1918 року в театрі «Метрополітен Опера», Нью-Йорк. Диригував Роберто Моранцоні.

## Дійові особи

Ескіз костюму до опери

| Партія                                                                     | Голос       | Виконавці прем'єри, 14 грудня 1918 (диригент Роберто Морандзоні) |
| -------------------------------------------------------------------------- | ----------- | ---------------------------------------------------------------- |
| Мікеле                                                                     | баритон     | Луїджі Монтесанто                                                |
| Жоржетта                                                                   | сопрано     | Клавдія Муціо                                                    |
| Луїджі                                                                     | тенор       | Джуліо Крімі                                                     |
| Тінка                                                                      | тенор       | Анджело Бада                                                     |
| Тальпа                                                                     | бас         | Адам Дідур                                                       |
| Фругола                                                                    | мецосопрано | Еліс Джентл                                                      |
| Вантажники, вуличний співак, паризькі мідінетки, шарманщик, двоє закоханих |             |                                                                  |

## Сюжет
Дія відбувається на річці Сені під Парижем. Вантажники розвантажують баржу, а її власник Мікеле у роздумах — його жінка Жоржетта захоплена вантажником Луїджі. Закохані бояться, що їх таємницю розкриє Мікеле, між тим Мікеле вже підозрює зраду. Між ними назріває сварка. Луїджі не хоче ділити свою коханку зі старим чоловіком. Вони домовляються зустрітися вночі, коли Мікеле засне.
Залишившись з дружиною наодинці, Мікеле намагається заговорити з нею, нагадати про щасливі дні минулого, коли, обнявшись, сиділи вони разом на палубі під широким плащем, що і зараз на ньому. Але жінка холодна, вона йде в каюту. Самотньо стоїть Мікеле у поручнів і закурює трубку. Луїджі, який чекає на березі, думає, що це знак коханої, і піднімається на баржу, не помітивши господаря. Господар кидається на Луїджі і вбиває його, накриває труп плащем.
З'являється Жоржетта. Їй шкода чоловіка, вона прийшла, щоб поговорити з ним. Мікеле кличе її до себе й відкидає плащ. З криком жаху жінка падає на тіло коханого.